# اونای دوفور
اونای دوفور (انگلیسی: Unai Dufur؛ زادهٔ ۲۱ فوریهٔ ۱۹۹۹) بازیکن فوتبال اهل اسپانیا است که در پست مدافع میانی برای اوساسونا بی بازی می‌کند.